# رنو تاون‌کار
رنو تاون‌کار (Renault Towncar) خودرویی است که در سال‌های ۱۹۱۲توسط رنوتولید شده‌است. طراحی آن خودروهای موتور جلو-محور عقب بوده است.
موتور آن ۷۵۳۹ سی‌سی است.